# Osculum Obscenum
Osculum Obscenum – drugi studyjny album szwedzkiej grupy muzycznej Hypocrisy. Wydany został w 1993 roku.

## Lista utworów
1. „Pleasure of Molestation” − 6:01
2. „Exclamation of a Necrofag” − 5:07
3. „Osculum Obscenum” − 5:07
4. „Necronomicon” − 4:14
5. „Black Metal” (Venom cover) − 2:54
6. „Inferior Devoties” − 4:42
7. „Infant Sacrifices” − 4:15
8. „Attachment to the Ancestor” − 5:35
9. „Althotas” − 4:21